# Cristodesisa
Cristodesisa – rodzaj chrząszczy z rodziny kózkowatych i podrodziny zgrzypikowych. 

## Zasięg występowania
Przedstawiciele tego rodzaju występują na Półwyspie Malajskim.

## Systematyka
Do Cristodesisa należą 2 gatunki:
- Cristodesisa perakensis
- Cristodesisa vicina